# Rue Roubichou
La rue Roubichou est une voie de Toulouse, chef-lieu de la région Occitanie, dans le Midi de la France.

## Situation et accès

### Description
La rue Roubichou est une voie publique. Elle se trouve au nord du quartier Amouroux, dans le secteur 4 - Est.
Elle naît perpendiculairement au chemin Michoun, au niveau du carrefour qu'elle forme avec la rue de Grenoble, qu'elle reçoit à gauche. Longue de 406 mètres, relativement rectiligne, elle est orientée au nord-ouest. Elle longe à droite l'école maternelle Michoun A, puis donne naissance à l'impasse Gabriel-Lippmann. Elle s'élargit au niveau du carrefour qui se forme au croisement de la rue de Briançon et de la rue d'Arles. Enfin, après donné naissance à la rue de Chambéry, à gauche, elle aboutit au chemin Amouroux.
La chaussée compte une voie de circulation automobile dans chaque sens. Elle appartient à une zone 30 et la vitesse y est limitée à 30 km/h. Il n'existe pas d'aménagement cyclable.

### Voies rencontrées
La rue Roubichou rencontre les voies suivantes, dans l'ordre des numéros croissants (« g » indique que la rue se situe à gauche, « d » à droite) :
1. Chemin Michoun
2. Rue de Grenoble (g)
3. Impasse Gabriel-Lippmann (d)
4. Rue de Briançon (g)
5. Rue d'Arles (d)
6. Rue de Chambéry (g)
7. Chemin Amouroux

### Transports
La rue Roubichou n'est pas directement desservie par les transports en commun. Elle débouche cependant, au sud, sur le chemin Michoun, parcouru par la ligne de bus 19. Au nord, se trouvent, le long du chemin Amouroux, les arrêts de la ligne de bus 39.
Il existe une station de vélos en libre-service VélôToulouse, la station no 185 (30 rue Roubichou).

## Odonymie
La rue tient son nom de la famille Roubichou qui possédait, à la fin du XVIIIe siècle, un domaine agricole et une ferme du quartier – elle appartenait, un siècle plus tôt, à Jean Michon, qui a laissé son nom à l'actuel chemin Michoun. En 1966, le chemin Roubichou, élargi, prolongé et transformé lors de l'aménagement de la cité Amouroux, devint la rue Roubichou.

## Patrimoine et lieux d'intérêt

### Groupe scolaire Michoun
Le groupe scolaire Michoun est construit entre 1966 et 1967, afin de répondre à la croissance démographique du nouveau quartier Amouroux. Il occupe un vaste quadrilatère de 8 800 m² environ, compris entre le chemin Michoun, la rue Roubichou et l'impasse Gabriel-Lippmann, sur laquelle ouvre l'école maternelle A (actuel no 2). Elle est constituée de deux bâtiments rectangulaires, réunis par un troisième bâtiment circulaire, en rez-de-chaussée. Les deux premiers, qui abritent les salles de classe, sont largement éclairés par des bandeaux de fenêtres.

### Cité Amouroux
La cité Amouroux est construite par la société Déromédi à l'emplacement d'espaces vacants aux alentours des anciennes usines Amouroux Frères, fermées en 1957. La résidence Amouroux I est élevée entre 1963 et 1966, la résidence Amouroux II entre 1966 et 1969.